# 黑澤爾 (明尼蘇達州)
黑澤爾（英語：Hazel）是位於美國明尼蘇達州彭寧頓縣的一個非建制地區。

## 歷史
黑澤爾得名自當地常見的榛樹。黑澤爾的郵局於1904年設立，其後於1954年停運。

## 地理
黑澤爾所處的海拔為高於海平面339米（即1112英呎），而該地所採用的時區為UTC-6，即北美中部時區（CST）。同時該地設有夏令時間，為UTC-6調快一小時，即UTC-5（CDT）。